# Popcorn (musikgrupp)
Popcorn var en svensk musikgrupp, bildad 2005, som turnerade över Sverige. Bandet bestod av tre sångare som hade vunnit en talangtävling på Globen i Stockholm.
Gruppen släppte 2005 ett album som också hette "Popcorn" på skivbolaget Mariann Grammofon. Som gästartister på skivan medverkade Jimmy Jansson, The Wallstones, Mathias Holmgren, Linda Bengtzing och Alexander Schöld.

## Medlemmar
- Dominique Pålsson Wiklund, från Stockholm.
- Andreas Wijk, från Kungälv.
- Alice Svensson, från Hedesunda.

## Låtlista Popcorn
Låtlista för CD-album Popcorn, MLPCD 3508 från 2005:
1. Ljudet av ett annat hjärta - Popcorn
2. Fantasi - Popcorn
3. Jag ska fånga en ängel - Popcorn
4. Ringring - Popcorn
5. Tommy tycker om mig - Popcorn
6. Alla flickor - Linda Bengtzing
7. En sommar utan dig - Jimmy Jansson
8. Invisible people - The Wallstones
9. Drömmen - Alexander Schöld
10. Långt bortom tid och rum - Mathias Holmgren
11. Alla flickor - Karaoke
12. En sommar utan dig - Karaoke
13. Invisible people - Karaoke
14. Drömmen - Karaoke
15. Långt bortom tid och rum - Karaoke